# SEAMO
SEAMO (シーモ Shīmo?,  31 de octubre, 1975) es un intérprete de Rap y Hip-Hop originario de la ciudad de Ichinomiya al interior de la Prefectura de Aichi en Japón. Su nombre verdadero es Naoki Takada (高田尚輝 Takada Naoki?), que hace público e incluso lo utiliza para acreditarse en la composición y escritura de sus temas.

## Biografía
En 1995, centrándose en el movimiento local Hip-Hop de Nagoya comienza su actividad musical bajo el seudónimo de シーモネーター (que romanizado literalmente es Shīmonēta, Seamonator). Era vecino de integrantes de bandas influenciadas por su mismo estilo como HOME MADE Kazoku y nobodyknows+, quienes le apodaban Jukuchou, que es el nombre en japonés que reciben los directores de escuelas privadas.
Desde el 2002 comienza a hacerse de colaboraciones con otros artistas en grabaciones de estudio, y en el 2005 bajo el sello BMG Japan y el seudónmimo de SEAMO en marzo debuta como solista con su primer sencillo "Kanboku", y más tarde su primer álbum de estudio "Get Back On Stage" en octubre, que debutó en el puesto n.º 27 de las listas de Oricon. Su colaboración para su segundo sencillo "a love story" con el cantante BENNIE K lo ayudó a recibir mayor popularidad y que la gente comenzara a figarse en él, y el tema recibió gran rotación en radio.
El mayor reconocimiento no llega hasta abril del 2006 con su sencillo "Mata Aimashou", que obtuvo ventas superiores a las 150 mil copias vendidas, y más de 2 millones de descargas legales a través de internet en tiendas de música virtuales. Con su siguiente sencillo "Lupin The Fire", cover del tema original "Lupin Sansei no Theme" de la serie de anime Lupin III, SEAMO entra al Top 10 de sencillos de Oricon por primera vez en su carrera. Y solo meses más tarde se lanzaba su segundo álbum de estudio "Live Goes On", que debutó en el primer lugar de las listas de álbumes más vendidos de Japón.

## Discografía

### Sencillos
1. Kanboku (関白?) (23 de marzo de 2005)
2. DRIVE (13 de julio de 2005)
3. a love story (12 de octubre de 2005)
4. Mata Aimashou (マタアイマショウ?) (5 de abril de 2006)
5. Lupin The Fire (ルパン・ザ・ファイヤー?) (26 de julio de 2006)
6. Cry Baby (18 de abril de 2007)
7. Fly away (25 de julio de 2007)
8. Kiseki (軌跡?) (27 de septiembre de 2007)
9. MOTHER (5 de mayo de 2008)
10. Continue (15 de octubre de 2008)
11. My ANSWER/Fukēki Nante Buttobase!! (My ANSWER/不景気なんてぶっとばせ!!?) (19 de agosto de 2009)
12. Owari to Hajimari/Lost Boy (終わりと始まり/Lost Boy?) (17 de febrero de 2010)

### Álbumes
1. Get Back On Stage (26 de octubre de 2005)
2. Live Goes On (20 de septiembre de 2006)
3. Round About (31 de octubre de 2007)
4. SCRAP & BUILD (26 de noviembre de 2008)
5. 5 WOMEN (15 de diciembre de 2010)
6. messenger (27 de abril de 2011)
7. ONE LIFE (27 de julio de 2011))
8. REVOLUTION (7 de noviembre de 2012)
9. TO THE FUTURE (18 de diciembre de 2013)

### Álbumes de Colección
1. Stock Delivery (18 de junio de 2008)
2. Best of SEAMO (7 de octubre de 2009)
3. Collabo Densetsu (コラボ伝説) (24 de agosto de 2011)
4. LOVE SONG COLLECTION (22 de enero de 2014)

## Otros usos de sus canciones
El juego Taiko no Tatsujin DS incluye la canción "Mata aimashou"
El ending número 10 de Naruto Shippuden, tiene como fondo musical la canción "my answer", interpretada por SEAMO.
El ending de la serie xxxHOLiC♦Kei, tiene como fondo musical la canción "Honey Honey", interpretada por SEAMO (feat. AYUSE KOZUE).
El ending de la serie Kaidan Restaurant (Triller restaurant) tiene como fondo musical "Lost Boy", interpretada por SEAMO.
El ending de la serie Itazura na kiss, tiene como fondo musical la canción "jikan yo tomare", interpretada por SEAMO (feat. AZU).